# Beethoven's 3rd
Beethoven's 3rd es una película de comedia estadounidense de 2000 y la tercera entrega de la serie de películas de Beethoven. Es la primera película de la serie que se estrenó directamente a vídeo y que recibió una calificación G de la Motion Picture Association of America. La película marca la introducción en pantalla de Judge Reinhold como Richard, el hermano menor de George Newton (mencionado por primera vez en la película original), Julia Sweeney como Beth, la esposa de Richard, Joe Pichler como Brennan, el hijo de Richard, y Michaela Gallo como Sara, la hija de Richard.

## Reparto
- Judge Reinhold como Richard Newton
- Julia Sweeney como Beth Newton
- Joe Pichler como Brennan Newton[1]
- Michaela Gallo como Sara Newton
- Mike Ciccolini como Tommy
- Jamie Marsh como Bill (William)
- Danielle Keaton (como Danielle Weiner) como Penny
- Frank Gorshin como Morrie Newton
- Holly Mitchell como empleada de la perrera
- Greg Pitts como Quentin
- Cujo como Beethoven

## Estreno
La película fue estrenada directamente a video en los Estados Unidos el 25 de julio de 2000 por Universal Home Video.

## Recepción
En el sitio web agregador de reseñas Rotten Tomatoes, la película tiene una puntuación del 0% según reseñas de 7 críticos.